# 絲印煎餅

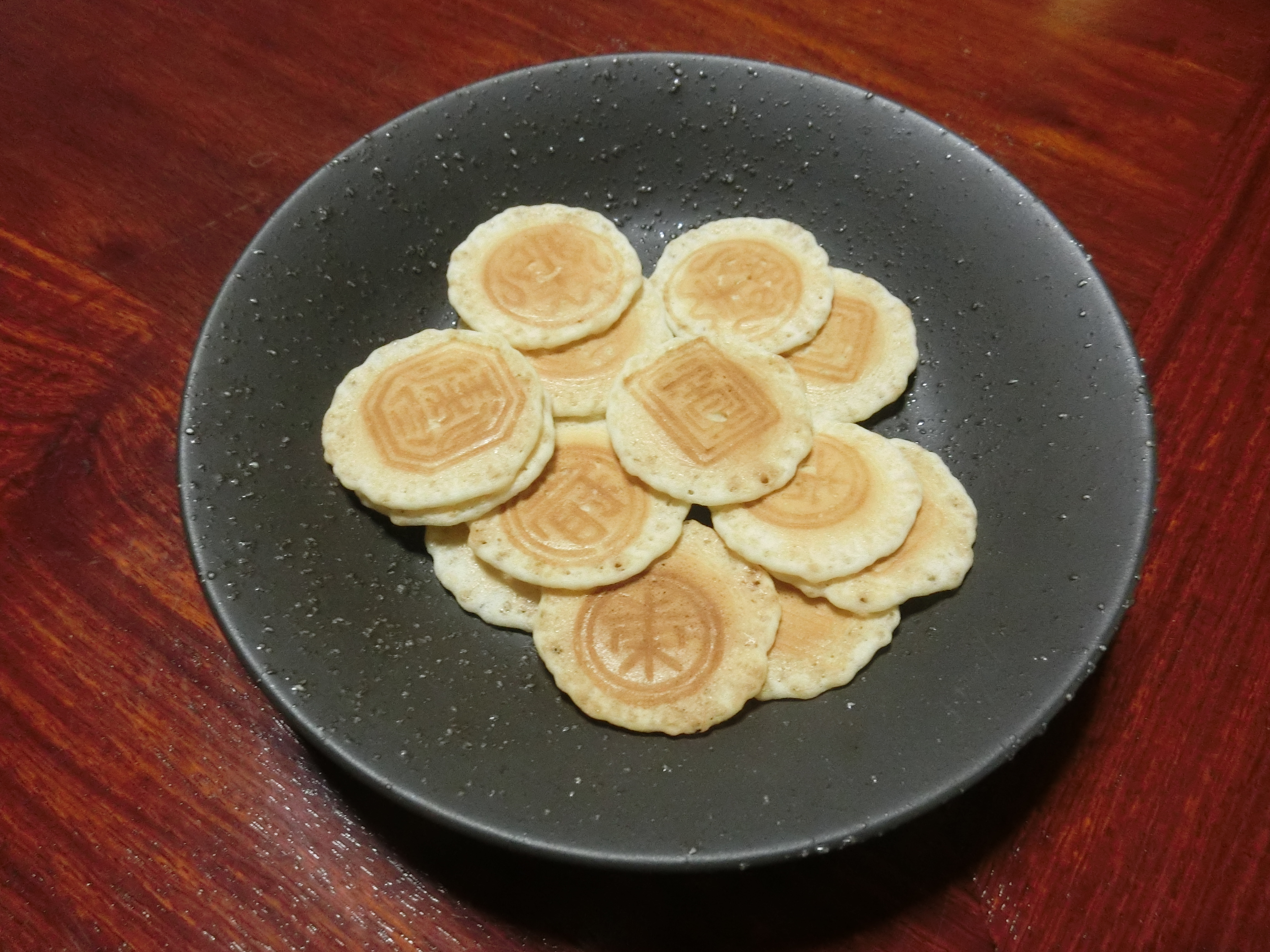

絲印煎餅（いといんせんべい）は三重県伊勢市に本店を置く有限会社播田屋（はりたや）が製造販売する菓子。

## 概要
- 播田屋は1860年（万延元年）創業、伊勢湾から勢田川をさかのぼる船参宮客を、蒸し饅頭でもてなしたのが始まりとされている。
- 絲印煎餅は鶏卵と小麦粉、砂糖、塩を原料とする直径3.8cmの薄焼き煎餅で、表面に16種の絲印（生糸の取引証明に使われた銅の印鑑）が焼き付けてある。
- 1905年（明治38年）に明治天皇が日露戦争戦勝報告で伊勢神宮に参拝した際、献上品として考案された[1]。
- 年末から年始にかけて期間限定で招福干支せんべいが発売される。通常の絲印煎餅よりも大きなサイズで表面にはその年の干支が刻印されている。胡麻、ミルク、ココアの三種類の味が味わえる。

## 直営店舗
- 本店（伊勢市河崎二丁目）

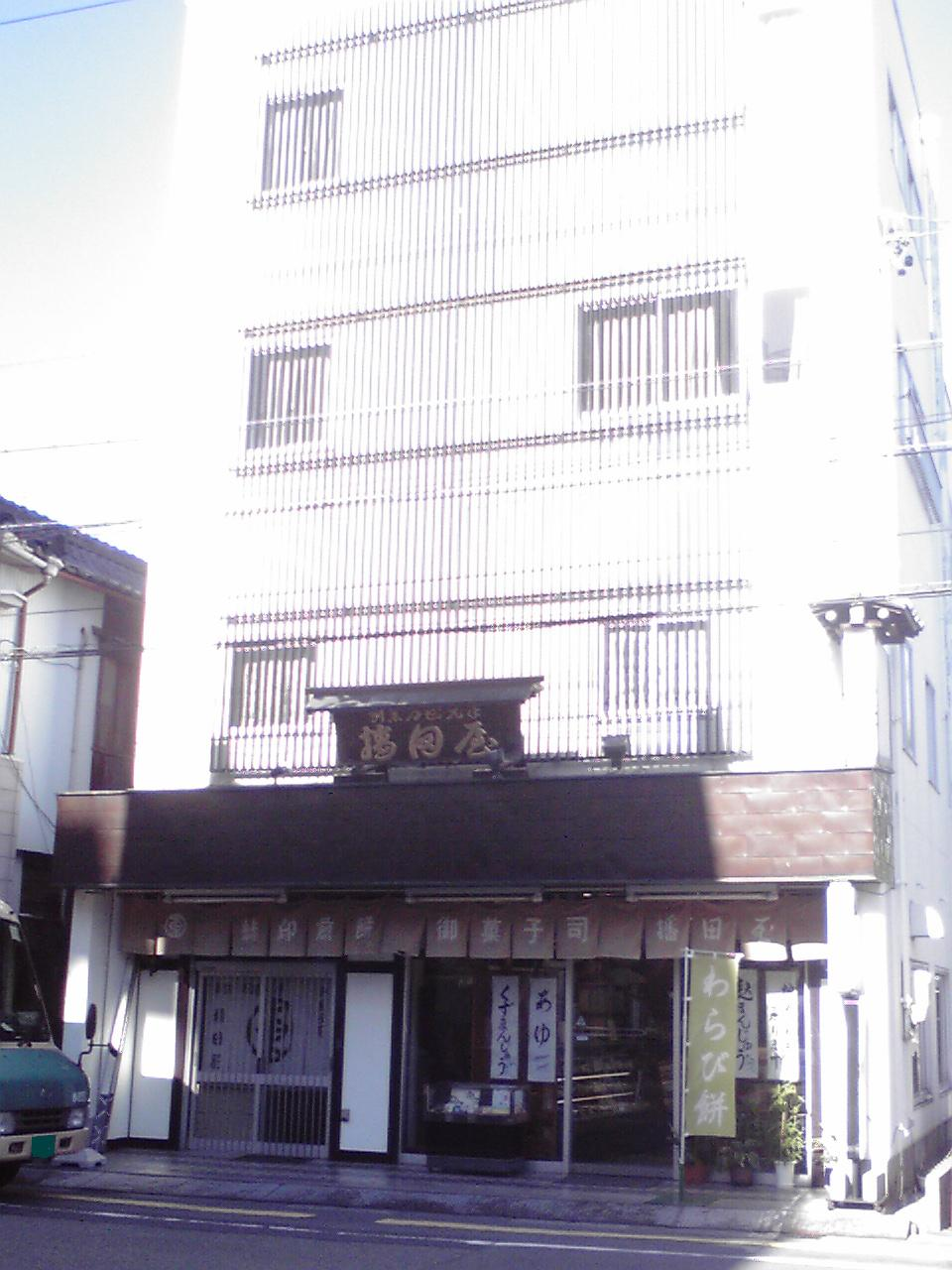
吹上店

- 通り店（伊勢市通町） - 2006年11月22日開店[2]
- 吹上店（伊勢市吹上）
- 浦の橋店（伊勢市常磐）

## スポンサー番組
- JNNフラッシュニュース（CBCテレビ）
- 名古屋テレビニュース（名古屋テレビ）
- 中日ニュース（三重テレビ）